# Kazimir IV. Poljski
Kazimir IV. Andrej ali Kazimir Jagelonec, veliki knez Litve, poljski kralj, * 30. november 1427, Krakov, † 7. junij 1492, Grodno.
Kazimir IV. Andrej je bil veliki vojvoda Litve od leta 1440 in kralj Poljske od leta 1447. Podredil si je Tevtonski viteški red in zavzel obalo Baltskega morja, tako da je v času njegovega vladanja Poljska trinajst let segala od Baltika do Črnega morja. Kazimirjev sin Vladislav II. je zasedel češki in ogrski kraljevi prestol.

## Mladost
Kazimir se je rodil kot drugi sin v četrtem zakonu Vladislava II. Jagiela, kralja Poljske in velikega kneza Litve. Njegova mati je bila litovska princesa Zofia Holszańska. Ob Kazimirjevem rojstvu je bil njegov oče star že preko 75 let. Ker so se očetu v prvih treh zakonih rojevale same hčerke, je bi Kazimir drugi kandidat za naslednika na prestolu. Kljub temu njegovi vzgoji niso namenjali nobene pozornosti.
Očeta je po smrti (1434) nasledil njegov najstarejši sin, desetletni Vladislav III. V njegovem imenu je prevzel vodenje države glavni očetov svetovalec, nadškof Zbigniew Oleśnicki. Vsa oblast v kraljevini je prešla v roke poljskih magnatov. V Litvi je bil tedaj kraljevi namestnik Jagielov bratranec Sigismund Kęstutaitis. 

## Litvanski veliki vojvoda
Leta 1440 si nasprotniki ubili Sigismunda Kęstutaitisa. Litovski in poljski velikaši so se strinjali, naj ga nadomesti trinajstletni Kazimir. Ko pa je ta prišel v litvansko glavno mesto Vilno, so ga litvanski magnati brez pristanka Poljakov kronali za velikega kneza Litve in s tem za nekaj časa prekinili personalno unijo med Litvo in Poljsko. Litvo je vodil svet veljakov pod vodstvom trakaiskega vojvode Jojasa Goštautasa. Kazimir se je naučil litovščine in se vživel v litovske dvorne običaje.
Istega leta je, po smrti češkega, ogrskega in nemškega kralja Alberta II., postal Vladislav tudi ogrski kralj. Leta 1444 je vodil križarsko vojsko proti Turkom in padel v bitki pri Varni, skupaj z mnogimi ogrskimi in poljskimi plemiči.

## Poljski kralj
Leta 1445 so poljski plemiči Kazimirju ponudili poljski prestol, a ga je Kazimir pod njihovimi pogoji odklonil. Leta 1447 je končno ponudbo sprejel, a brez pogojev. Pravice litvanskega plemstva je izenačil s pravicami poljske šlahte, ne glede na vero in narodnost. Litovcem je obljubil, da ne bo sprejemal sklepov brez pristanka sveta njihovih veljakov, da bo ščitil meje velike kneževine in da ne bo nastavljal Poljakov na službena mesta v Litvi, da bo pokrajina Žemaitija še naprej lahko volila svojega "gospodarja".
Na Poljskem se je osvobodil vpliva kardinala Oleśnickega (kardinal od leta 1449) in njegove skupine in se oprl na tabor mlajšega srednjega plemstva. Vladal je s pomočjo kraljevega sveta. Vzel si je pravico nastavljanja škofov. Takoj se je pokazalo, da je prestol zasedel sposoben in vztrajen politik, ki je imel v programu obnovitev močne osrednje oblasti in je želel v interesu dinastije razširiti vpliv na srednjo in vzhodno Evropo ter povrniti poljski kroni izgubljena ozemlja. To se mu je med petdesetletnim vladanjem v veliki meri tudi posrečilo.

## Podreditev Tevtonskega viteškega reda
Leta 1454 so predstavniki pruskih mest in plemstva, ki so čutili vse večji pritisk oblasti tevtonskih vitezov, zaprosili Kazimirja za zaščito in dvignili vstajo proti vitezom.
Kazimir je najprej pri poljskem plemstvu dobil pristanek za vojno proti viteškemu redu; istočasno je dal šlahti nove privilegije na račun pravic magnatov (nieszawske privilegije): obvezal se je, da jim ne bo nalagal novih davkov in razglašal mobilizacije brez pristanka pokrajinskih zborov. Potem je, sklicujoč se na poljsko pravo, proglasil ozemlje Tevtonskega viteškega reda za del Poljske.
Sledila je trinajstletna vojna od leta 1454 do 1466. Litva v vojni ni sodelovala. Vojna je potekala v mednarodnem okolju, ki ni bilo naklonjeno likvidaciji viteške države. Vojno je obsodil papež. Vojaške enote šlahte, pospolite ruszenie, niso bile dovolj močne, da bi uničile viteški red, toda po drugem miru sklenjenem v Torunju (1466) so morali nemški vitezi zahodno polovico svojega ozemlja prepustiti poljski kroni; to ozemlje je odtlej poznano kot Kraljeva Prusija. Veliki mojster viteškega reda, kateremu je ostal vzhodni del ozemlja, se je moral pokloniti poljskemu kralju kot njegov vazal.

## Pridobitev češkega in ogrskega kraljevega prestola
Poroka (1454) z Elizabeto Avstrijsko, hčerko umrlega kralja Alberta II. in njegove pokojne žene Elizabete Luksemburške, je dala Kazimirju možnost, da se v imenu svoje žene poteguje za njuno zapuščino. Kazimir se ni dal pritegniti v katoliško koalicijo proti husitskemu češkemu kralju Juriju Podjebradskemu, kateremu je ogrski kralj Matija Korvin oporekal kraljevi naslov, se z njim bojeval v imenu katolicizma in pri tem zasedel Šlezijo, Lužico in Moravsko. Kazimir je dosegel, da je Jurij določil za svojega naslednika njegovega prvega sina Vladislava. Po Jurijevi smrti je bil tako petnajstletni poljski princ avgusta 1471 v Pragi kronan za češkega kraja Vladislava. V miru pa je lahko zavladal šele po sporazumu v Brnu (1479), ki je končal češko-ogrsko vojno in po katerem sta lahko nosila naziv češkega kralja tako Vladislav kot Matija Korvin. Smrt kralja Korvina (1490) je odprla Vladislavu pot tudi na ogrski prestol, ki mu ga je uspelo zasesti, potem ko se je uveljavil proti kandidatu ogrskega plemstva, svojemu mlajšemu bratu Ivanu Albertu. Temu je v uteho dal v upravljanje Šlezijo, ki pa je ostala, tako kakor tudi Moravska, v češkem kraljestvu.
Poljski velikaši in šlahta na Kazimirjeva dinastična prizadevanja in uspehe niso gledali naklonjeno; v njih niso videli političnih koristi za Poljsko; prvotno velik ugled kralja je bil močno omajan. 

## Ogroženi južna in vzhodna meja države
Leta 1484 so Turki zavzeli pristanišči Cetatea Albă (Belgorod-Dnestrovsky) v ustju Dnestra in Kilijo v delti Donave, odrezali Poljsko-Litvo od Črnega morja in ji onemogočili trgovanje z vzhodom. Vrstili so se napadi Krimskih Tatarov in ostankov Zlate horde, proti koncu Kazimirjeve vladavine pa se je začela na litvansko ozemlje širiti tudi Moskovska velika kneževina. Poljska vojska je proti napadalcem dosegala tudi uspehe; kot odličen vojskovodja se je izkazal Kazimirjev sin Ivan Albert. Na splošno pa je Kazimir gledal na ta dogajanja dokaj ravnodušno in ni storil ničesar, da bi utrdil mejo ali izboljšal vojsko.

## Družina
Kazimir je bil poročen z Elizabeto Avstrijsko (1436-1505), hčerko kralja Alberta II. in Elizabete Luksemburške (1409-42), ki je bila po svoji materi tudi vnukinja cesarja Sigismunda Luksemburškega in Barbare Celjske. Kazimirju je rodila kar 13 otrok, 6 sinov (od katerih so štirje postali kralji, dva pa kardinala) in 7 hčera, tako da so jo imenovali kar mati Jageloncev. Ti so:
- Vladislav (1456-1516), kralj Češke (1471-1516) in Ogrske (1490-1516)
- Hedvika (1457-1505) ∞ vojvoda Jurij Bogati Bavarsko-Landshutski
- sveti Kazimir (1458-1484), škof in kardinal, sedaj svetnik in zaščitnik Poljske in Litve
- Ivan Albert (1459-1501), poljski kralj (1492-1501)
- Aleksander (1461-1506), veliki knez Litve (1492-1506), poljski kralj (1501-1506)
- Zofija (1464-1512) ∞ mejni grof Friedrich V. von Brandenburg-Ansbach; rodila je 17 otrok, med njimi Albrechta (1490-1568), ki je postal veliki mojster Tevtonskega viteškega reda in leta 1525 prvi knez (oz. vojvoda) Prusije
- Elizabeta I. (1465-1466)
- Sigismund I. Stari (1467-1548), veliki knez Litve in poljski kralj (1506-1548)
- Friderik (1468-1503), škof v Krakovu, nadškof v Gnieznu, kardinal
- Elizabeta II. (1472 -po1480)
- Ana (1476-1503) ∞ vojvoda Bogoslav X. Pomorjanski
- Barbara (1478-1534) ∞ vojvoda Jurij Bradati Saški
- Elizabeta III. (1483–1517) ∞ Friedrich II. von Liegnitz und Brieg

## Kazimirjeva osebnost
Kazimir se je kot mlad vladar vživel v litovsko okolje in je vse vladarsko obdobje dajal prednost Litvi pred Poljsko. Bil je izredno enostavnega značaja, skromen v privatnem življenju, razumen, sproščen do sodelavcev in velikodušen do sovražnikov, strasten lovec. Odločen, kadar je šlo za pravice krone, pri urejanju notranjih zadev države ni bil močno dejaven. Privilegiji, ki jih je bil prisiljen dati plemstvu, so prišli do izraza šele po njegovi smrti. Očitali so mu, da je preveč pozornosti posvečal umeščanju svojih sinov na najvišje položaje. Njegovo vladanje velja za uspešno in eno najmirnejših v poljski zgodovini.
Poljska-Litva je med njegovim dolgim vladanjem dosegla izreden kulturni napredek, prenovljena in povečana je bila krakovska univerza. 
Pokopan je v Vavelski stolnici v Krakovu.
Kazimirja IV. Andreja je na poljskem prestolu nasledil sin Ivan Albert.